# District de Canglang
Le district de Canglang (沧浪区 ; pinyin : Cānglàng Qū) est une subdivision administrative de la province du Jiangsu en Chine. Il est placé sous la juridiction de la ville-préfecture de Suzhou.